# Lascarins
Lascarins (singalès: ලස්කිරිඤ්ඤ laskirigngna) és un terme usat a Sri Lanka per identificar els soldats indígenes que van lluitar pels portuguesos durant l'època portuguesa (1505-1658) i va continuar servint com a soldats colonials fins a la dècada de 1930. Els lascarins van tenir un paper fonamental no només en els exèrcits colonials, sinó també en l'èxit de les campanyes dels regnes locals.
El terme prové de la paraula persa Lascar, pronunciat Laixkar (en persa: لشکر), el que significa camp militar o exèrcit - relacionat amb l'àrab Askar (àrab: عسكر), que significa "protector" o "soldat" (d'aquí Askari). El portuguès va adaptat aquest terme a lasquarin o lascarim, és a dir, un soldat o mariner asiàtic. Aquest últim significat es conserva en anglès com Lascar. A Sri Lanka s'utilitza en el sentit militar, que també es conserva a l'Índia com a Gun Lascar. Els holandesos van adaptar el nom a lascorijn i els anglesos a lascarin (lascarine, lascoreen o lascareen, etc.).